# Octave Carpet
Pour les articles homonymes, voir Carpet.
Octave Carpet, né à Charleroi le 27 avril 1873 et mort le 13 avril 1940, est un architecte de l'époque Art nouveau et géomètre-expert, actif principalement à Charleroi.

## Biographie
Octave Carpet, appartenait à une famille de verriers à Charleroi. Il est le fils d'Octave François Carpet (1847-1928), d'origine française, qui s'était établi dans cette grande ville industrieuse où il avait épousé Élisabeth Balieu (1847-1931). En octobre 1903, Octave Carpet fils se marie avec Aline Taels à Charleroi.
En 1930, il fait partie du jury chargé d'examiner les projets pour le nouvel hôtel de ville de Charleroi.
Il était membre de la Société centrale d'architecture de Belgique, du Cercle Artistique et Littéraire de Charleroi. Il a également assumé des responsabilités au sein de l'Association des architectes de Charleroi, en étant successivement trésorier et président.

## Œuvres

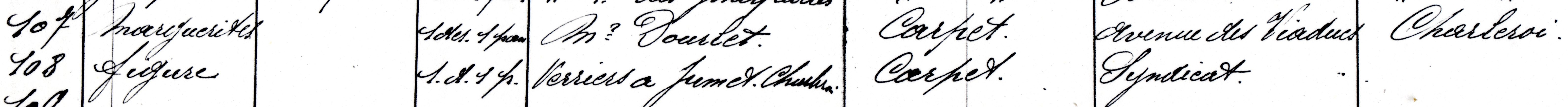
Maison avenue des Viaducs (actuellement avenue des Alliés) à Charleroi et "Verriers" à Jumet, par l'architecte Octave Carpet d'après le cahier de Gabriel Van Dievoet.

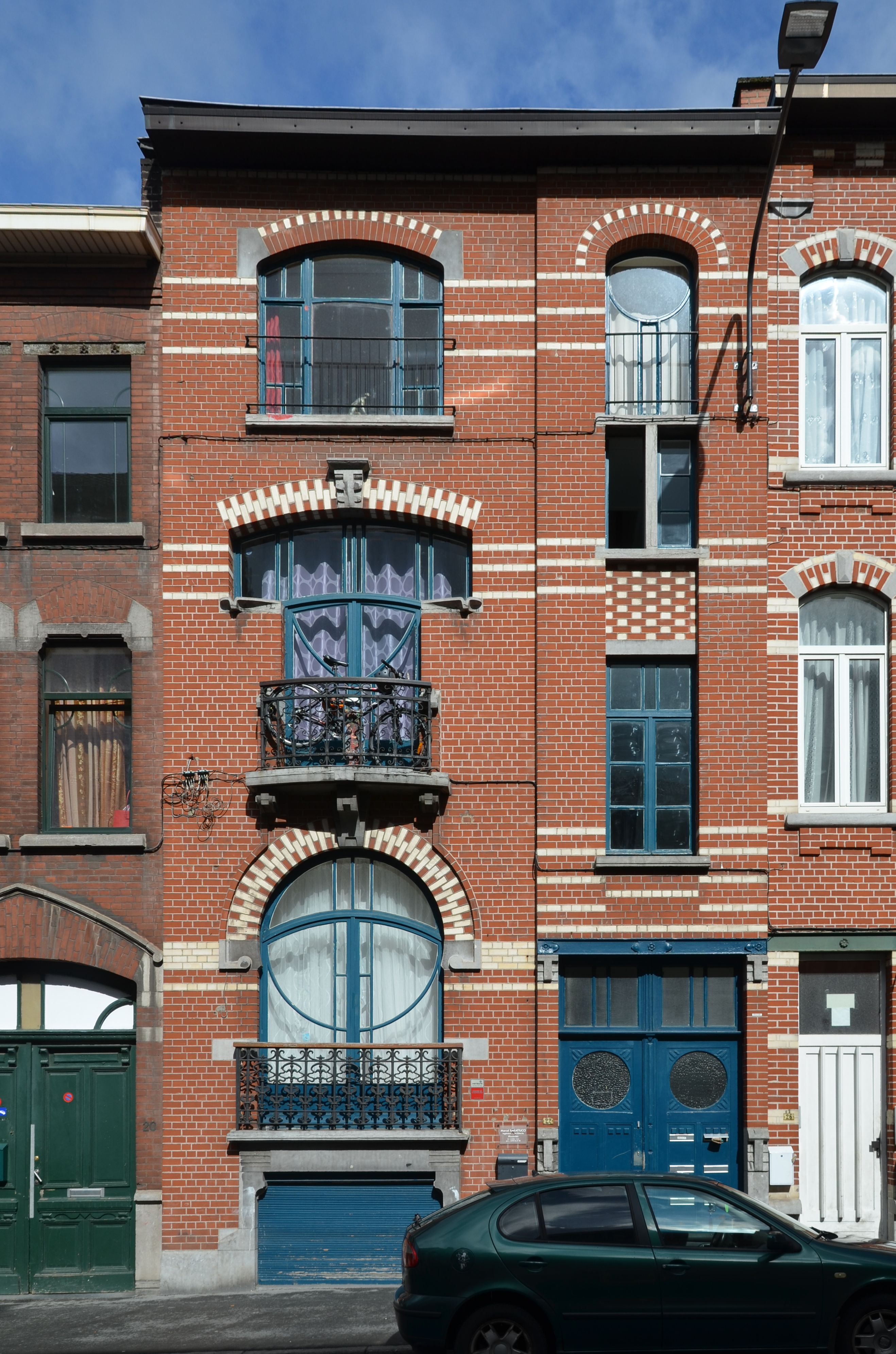
Charleroi, rue Zénobe Gramme n° 22 maison art-nouveau par Octave Carpet.

- 1903 : avenue des Alliés (anciennement avenue des Viaducs) à Charleroi ; architecte : Octave Carpet ; propriétaire : M. Dourlet, avec ornements en sgraffites (marguerites) par Gabriel Van Dievoet[6].
- 1903 : bâtiments "Verriers" (sic, à identifier[7]) à Jumet (Charleroi) ; architecte Octave Carpet ; propriétaire : syndicat ; ornements en sgraffites (figure) par Gabriel Van Dievoet[8].
- 1909 : Maison Lequy en rue Zénobe Gramme, 22[9] pour Ad. Lequy[10].
- 1910 : Maison Vandenbergh dans l'avenue de Waterloo, 5[11] pour Ida Vandenbergh[10].
- 1931: Réaménagement et restauration intérieure des locaux de l'Association charbonnière à la rue Puissant.